# Ljubil bi se
»Ljubil bi se« je skladba skupine Gu Gu iz leta 1986. Avtor glasbe je Janez Bončina, besedilo pa je napisala Alenka Štebe.

## Pop delavnica '86
Prvič predstavljena v 9. predtekmovalni radijski oddaji v sklopu Pop delavnice '86. V veliki finale, kamor so se skupaj še z 10 drugimi uvrstili preko strokovne žirije, so osvojili drugo nagrado občinstva.

## Snemanje
Producent je bil Čarli Novak, snemanje je potekalo v studiu Metro. Izdana je bila na kompilaciji Pop delavnica '86 (kaseta) in drugem studijskem albumu Mango banana (kaseta, vinilka), vse pri ZKP RTV Ljubljana.

## Zasedba

### Produkcija
- Janez Bončina – glasba
- Alenka Štebe – besedilo
- Grega Forjanič – aranžma
- Čarli Novak – producent
- Peter Gruden – tonski snemalec

### Studijska izvedba
- Tomo Jurak – kitara, vokal
- Marjan Vidic – bobni
- Čarli Novak – bas kitara
- Igor Ribič – klaviature